# Nuoto ai Giochi della XXIV Olimpiade - 100 metri rana maschili

## Record
Prima di questa competizione, il record del mondo (RM) e il record olimpico (RO) erano i seguenti.
|                 | 1'01"65 | Steve Lundquist Stati Uniti | 29 luglio 1984 Los Angeles, Stati Uniti |
| Record olimpico |         |                             |                                         |

Durante l'evento non è stato migliorato nessun record.

## Batterie
Si sono svolte 8 batterie di qualificazione. I primi 8 atleti si sono qualificati per la finale A, i successivi 8 hanno invece disputato la finale B.
| #  | Batteria | Atleta                  | Nazionalità             | Tempo   | Note |
| -- | -------- | ----------------------- | ----------------------- | ------- | ---- |
| 1  |          | Adrian Moorhouse        | Regno Unito             | 1:02.19 | Q    |
| 2  |          | Victor Davis            | Canada                  | 1:02.48 | Q    |
| 3  |          | Dmitrij Volkov          | Unione Sovietica        | 1:02.49 | Q    |
| 4  |          | Károly Güttler          | Ungheria                | 1:02.80 | Q    |
| 5  |          | Gianni Minervini        | Italia                  | 1:02.86 | Q    |
| 6  |          | Christian Poswiat       | Germania Est            | 1:02.99 | Q    |
| 7  |          | Richard Schroeder       | Stati Uniti             | 1:03.05 | Q    |
| 8  |          | Tamas Debnar            | Ungheria                | 1:03.08 | Q    |
| 8  |          | Ronald Dekker           | Paesi Bassi             | 1:03.08 | q    |
| 10 |          | Alexei Matveev          | Unione Sovietica        | 1:03.25 | q    |
| 11 |          | Alexander Mayer         | Germania Ovest          | 1:03.54 | q    |
| 12 |          | Mark Warnecke           | Germania Ovest          | 1:03.56 | q    |
| 13 |          | Petri Suominen          | Finlandia               | 1:03.58 | q    |
| 14 |          | Hironobu Nagahata       | Giappone                | 1:04.02 | q    |
| 15 |          | Daniel Watters          | Stati Uniti             | 1:04.04 | q    |
| 16 |          | Chen Jianhong           | Cina                    | 1:04.09 | q    |
| 17 |          | James Parrack           | Regno Unito             | 1:04.23 |      |
| 18 |          | Kenji Watanabe          | Giappone                | 1:04.35 |      |
| 19 |          | Pablo Restrepo          | Colombia                | 1:04.43 |      |
| 20 |          | Raik Hannemann          | Germania Est            | 1:04.46 |      |
| 21 |          | Pierre-Yves Eberle      | Svizzera                | 1:04.53 |      |
| 22 |          | Ian Mcadam              | Australia               | 1:04.56 |      |
| 22 |          | David Leblanc           | Francia                 | 1:04.56 |      |
| 24 |          | Tsai Hsin-Yen           | Taipei cinese           | 1:04.58 |      |
| 25 |          | Radek Beinhauer         | Cecoslovacchia          | 1:04.61 |      |
| 26 |          | Yoon Joo-ll             | Corea del Sud           | 1:04.68 |      |
| 27 |          | Ftienne Dagon           | Svizzera                | 1:04.71 |      |
| 28 |          | Alexander Marcek        | Cecoslovacchia          | 1:04.95 |      |
| 29 |          | Thomas Boehm            | Austria                 | 1:04.96 |      |
| 30 |          | Jin Fu                  | Cina                    | 1:05.02 |      |
| 31 |          | Cameron Grant           | Canada                  | 1:05.10 |      |
| 32 |          | Joaquín Fernández       | Spagna                  | 1:05.19 |      |
| 33 |          | Sidney Appelboom        | Belgio                  | 1:05.21 |      |
| 34 |          | Gary O'Toole            | Irlanda                 | 1:05.34 |      |
| 35 |          | Javier Careaga          | Messico                 | 1:05.37 |      |
| 36 |          | Cedric Penicaud         | Francia                 | 1:05.46 |      |
| 37 |          | Cicero Torteli          | Brasile                 | 1:05.50 |      |
| 38 |          | Jan Erick Olsen         | Norvegia                | 1:05.54 |      |
| 39 |          | Anthony Beks            | Nuova Zelanda           | 1:05.65 |      |
| 40 |          | Alexandre Yokochi       | Portogallo              | 1:05.66 |      |
| 41 |          | Ng Yue Meng             | Singapore               | 1:05.87 |      |
| 42 |          | Eyal Shtigman           | Israele                 | 1:05.92 |      |
| 43 |          | Sergio López            | Spagna                  | 1:06.08 |      |
| 44 |          | Wirmandi Sugriat        | Indonesia               | 1:06.22 |      |
| 45 |          | Luc Van de Vondel       | Belgio                  | 1:06.24 |      |
| 46 |          | Richard Lockhart        | Nuova Zelanda           | 1:06.27 |      |
| 47 |          | Nikolaos Fokianos       | Grecia                  | 1:06.30 |      |
| 47 |          | Lars Sørensen           | Danimarca               | 1:06.30 |      |
| 49 |          | Manuel Gutiérrez        | Panama                  | 1:06.73 |      |
| 50 |          | Lee Patrick Con Cepcion | Filippine               | 1:07.93 |      |
| 50 |          | Arnthor Ragnarsson      | Islanda                 | 1:07.93 |      |
| 52 |          | Watt Kam Sing           | Hong Kong               | 1:08.03 |      |
| 53 |          | Victor Ruderry          | Bermuda                 | 1:09.49 |      |
| 54 |          | Nam Quach Hoai          | Vietnam                 | 1:10.90 |      |
| 55 |          | Kraig Singleton         | Isole Vergini Americane | 1:11.68 |      |
| 56 |          | Michele Piva            | San Marino              | 1:13.94 |      |
| 57 |          | Amine El-Domyati        | Libano                  | 1:14.40 |      |
| 58 |          | Bazlur Md Bazlur Rahman | Bangladesh              | 1:14.97 |      |
| 59 |          | Gaspar Fragata          | Angola                  | 1:16.18 |      |
| 60 |          | Obaid Alrumaithi        | Emirati Arabi Uniti     | 1:17.01 |      |
| 61 |          | Vivaldo Fernandes       | Angola                  | 1:17.98 |      |
| 62 |          | Trevor Ncala            | eSwatini                | NP      |      |

## Finale B
| Posizione | Atleta            | Paese            | Tempo   | Note |
| --------- | ----------------- | ---------------- | ------- | ---- |
| 1         | Alexei Matveev    | Unione Sovietica | 1:03.01 |      |
| 2         | Ronald Dekker     | Paesi Bassi      | 1:03.22 |      |
| 3         | Mark Warnecke     | Germania Ovest   | 1:03.40 |      |
| 4         | Alexander Mayer   | Germania Ovest   | 1:03.85 |      |
| 5         | Hironobu Nagahata | Giappone         | 1:03.89 |      |
| 6         | Petri Suominen    | Finlandia        | 1:04.04 |      |
| 7         | Daniel Watters    | Stati Uniti      | 1:04.17 |      |
| 8         | Chen Jianhonq     | Cina             | 1:04.72 |      |

## Finale A
| Posizione | Atleta            | Paese            | Tempo   | Note |
| --------- | ----------------- | ---------------- | ------- | ---- |
| Oro       | Adrian Moorhouse  | Regno Unito      | 1:02.04 |      |
| Argento   | Károly Güttler    | Ungheria         | 1:02.05 |      |
| Bronzo    | Dmitrij Volkov    | Unione Sovietica | 1:02.20 |      |
| 4         | Victor Davis      | Canada           | 1:02.38 |      |
| 5         | Tamas Debnar      | Ungheria         | 1:02.50 |      |
| 6         | Richard Schroeder | Stati Uniti      | 1:02.55 |      |
| 7         | Gianni Minervini  | Italia           | 1:02.93 |      |
| 8         | Christian Poswiat | Germania Est     | 1:03.43 |      |